# Petrus Johannes Waardenburg
Petrus Johannes Waardenburg (ur. 3 czerwca 1886 w Nijeveen, zm. 1979) – holenderski okulista i genetyk.
Studiował medycynę na Uniwersytecie w Utrechcie, po czym specjalizował się w okulistyce i doktoryzował z dziedzicznych uwarunkowań fizjologii i patologii narządu wzroku. Szczególnym zainteresowaniem darzył genetyczne choroby wzroku, zajmował się także genetyką bliźniąt (sam był ojcem dwóch bliźniaczek). W 1932 roku zasugerował, że zespół Downa może być spowodowany nieprawidłowością chromosomów, fakt potwierdzony dopiero 27 lat później przez Lejeune'a i wsp.